# Макріан (король алеманів)
Макріан (д/н — після 371) — король алеманів-букінобантів. Є латинізованим ім'ям. Власне германське ім'я невідоме.

## Життєпис
Про батьків та попередників замало відомостей. Можливо разом з братами Вестральпом і Харіобавдом під час руху алеманських племен прибули до узбережжя Рейну, розташувавши навпроти Могунтіаку. Статус Макріана на той час не зовсім зрозумілий: він був співкоролем або молодшим вождем. Мав володіння біля річки Майн. Ймовірно брав участь у поході алеманів 357 року, коли вони зазнали поразки від римлян біля Аргенторату.
У 359 році цезар Флавій Юліан перетнув Рейн, змусивши вождів алеманів укласти мирний договір. Серед них був Макріан. В подальшому розпочав боротьбу за владу зі своїми братами. Харіобавда переміг біля річки Неккер. Також здолав Вестральпа в першій половині 360-х років.
Став одним з головних противників Риму. У 365—369 роках здійснював походи з метою грабунку римських провінцій. У відповідь римляни у 367—368 роках завдали поразки коаліції алеманських племен. У 370 році римляни за підтримки бургундів завдали поразки Макріану, якого було схоплено. Новим королем поставлено Фраомара. Але алемани-букінобанти невдовзі виступили проти останнього. Тоді імператор Валентиніан I 371 року відпустив Макріан, надавши алеманам статус федератів. Натомість Макріан визнав зверхність імперії й зобов'язався їй служити. В подальшому брав участь у війні римлян проти Маллобавда, короля франків, проте 380 року потрапив у засідку і загинув.